# Пикети
Пикети (порт. Piquete)  —  муниципалитет в Бразилии, входит в штат Сан-Паулу. Составная часть мезорегиона Вали-ду-Параиба-Паулиста. Входит в экономико-статистический  микрорегион Гуаратингета. Население составляет 18 326 человек на 2006 год. Занимает площадь 175,881 км². Плотность населения — 88,3 чел./км².

## История
Город основан 15 июня 1891 года.

## Статистика
- Валовой внутренний продукт на 2003 составляет 49.180.667,00 реалов (данные: Бразильский институт географии и статистики).
- Валовой внутренний продукт на душу населения на 2003 составляет 3.197,70 реалов (данные: Бразильский институт географии и статистики).
- Индекс развития человеческого потенциала на 2000 составляет 0,801 (данные: Программа развития ООН).